# Бренинг, Дженифер
Дженифер Бренинг (нем. Jenifer Brening, 15 декабря 1996, Берлин, Германия) — немецкая певица. Принимала участие в шоу The Winner is… на телеканале SAT. 1, а также в 11 сезоне Deutschland sucht den Superstar. Совместно с Джессикой Мускат из Мальты представила Сан-Марино на конкурсе «Евровидение 2018» с песней «Who We Are», но не смогла преодолеть черту полуфинала.

## Биография
Дженифер родилась в Берлине, вторым ребёнком в семье российских немцев Лилли и Эдуарда Бренинг. Её предки были поволжскими немцами. В 1992 году родители вместе с её десятилетним братом переехали в Германию. После рождения Дженифер в 1996 году, семья уехала из Берлина и поселилась в небольшой деревне, где Дженифер посещала садик и начальные классы. В 2010 году семья переехала в небольшой городок, недалеко от Ульма. Там Дженифер окончила школу, а после пошла учиться в гимназию. На данный момент Дженифер учиться на факультете международной экономики.

### Музыка
С пяти до девяти лет Дженифер занималась балетом. Начиная с восьми лет, она три года проучилась в классе фортепиано. Первые выступления талантливой девочки были на семейных праздниках. Дженифер начала выставлять свои видео на канал YouTube и постепенно набирала поклонников. В 2010 году она приняла участие в региональном песенном конкурсе «Heidenheim sucht den Superstar» (Хайденхайм ищет Суперзвезду). Своим выступлением ей удалось завоевать симпатию публики и жюри, и Дженифер стала победительницей конкурса. В 2011 году она приняла участие в шоу Bravo Star и вошла в десятку лучших. В 2012 году, Дженифер дошла до финала шоу The Winner is… на телеканале Sat. 1. А в 2014 года она стала участницей в 11 сезоне шоу Deutschland sucht den Superstar (Германия ищет Суперзвезду), но дошла только до предвыборочного тура.
31 декабря 2013 года, выходит первый сингл Дженифер под названием «Not That Guy». Благодаря этой песне, в 2014 году она получает «EMMAward», как лучшая начинающая певица. После она выпускает акустическую версию сингла, в сотрудничестве с немецко-шведским продюсерами Eike & Kaz. Её второй сингл «A New Me» выходит 5 января 2014 года. И уже 14 января того же года, Дженифер выпускает третий сингл, под названием «Alive». Все три песни были написаны Штефаном Мёссле и Матиасом Штрассером. В 2015 году Дженифер выпускает песню «ASAP», которую написала сама. А в 2016 следует песня «Miracle», благодаря которой Дженифер получает номинацию в категории Pop в рамках Hollywood Music in Media Awards. И наконец, в конце 2016 года Дженифер выпускает свой дебютный альбом под названием «Recovery». Все тексты и музыку для песен этого альбома Дженифер написала сама. Ещё до выпуска альбома, Дженифер опубликовала сингл «Remember», который представила в январе 2017 года на утренней передаче Morgenmagazin на телеканале ARD.

### Евровидение 2018
В 2018 году, Дженифер попала на отбор Сан-Марино для конкурса Евровидение 2018. Один из её друзей подал заявку на программу 1 in 360, и Дженифер попала в финал. Там она представила свою песню для Евровидения под названием «Until the morning light», с которой заняла третье место. Помимо этого, Дженифер поддержала свою коллегу Джессику Мускат в песне «Who We Are», где она читала рэп. Изначально этот парт был задуман для рэппера Irol MC, но тот незадолго до финала отказался от участия. В итоге дуэт Дженифер и Джессики победил, что дало возможность представлять Сан-Марино на песенном конкурсе «Евровидение 2018» во втором полуфинале, где они не прошли в финал Евровидения-2018, заняв 17 место с 28 баллами.

## Синглы и альбомы
- 2013: Not That Guy
- 2014: A New Me
- 2014: Alive
- 2014: Not That Guy (Eike & Kaz Radio Edit)
- 2015: ASAP
- 2016: Miracle
- 2016: Remember
- 2016: Recovery (Album)
- 2017: Breathe
- 2018: Until the Morning Light

### Участие в теле-шоу
- 2012: The Winner is …
- 2014: Deutschland sucht den Superstar
- 2018: 1 in 360
- 2018: Eurovision Song Contest